# Teatro de Delfos
El Teatro de Delfos fue un teatro griego en Delfos en Grecia Central. Sus ruinas se encuentran en el santuario de Apolo en la ladera sobre el templo de Apolo.

## Historia
Es probable que el lugar fuera originalmente un teatro más sencillo, con asientos de madera o simplemente un talud para sentarse. El primer teatro de piedra se construyó en el 300 a. C. El teatro actual se construyó a principios de la época romana, hacia 160-159 a. C.. Se terminó con el apoyo financiero del rey Eumenes II de Pérgamo. En el teatro se celebraban competiciones de canto y música como parte de los Juegos Píticos u otros festivales religiosos celebrados en la zona. Antes de la construcción del teatro, estas competiciones se celebraban en el estadio de Delfos junto con competiciones deportivas.

## Descripción
La orchestra del centro del teatro tiene forma de herradura. Un pasillo transversal divide el auditorio en dos partes, la inferior con 27 filas de asientos y la superior con ocho filas de asientos. Cinco escaleras verticales dividen el auditorio en seis secciones. 

El teatro tenía capacidad para unos 5000 espectadores. Ha sido restaurado y su auditorio se conserva relativamente bien, pero solo quedan los cimientos del edificio del escenario (skene).

6 = Teatro. 1 = Templo de Apolo.